# Pirates of the Caribbean: Dead Man's Chest
Pirates of the Caribbean: Dead Man's Chest és una pel·lícula estatunidenca del 2006 dirigida i produïda per Gore Verbinski i Jerry Bruckheimer respectivament. Conforma la segona adaptació dins de la saga Pirates of the Caribbean iniciada el 2003. La pel·lícula s'estrenà el 24 de juny del 2006 a Disneyland.

## Argument

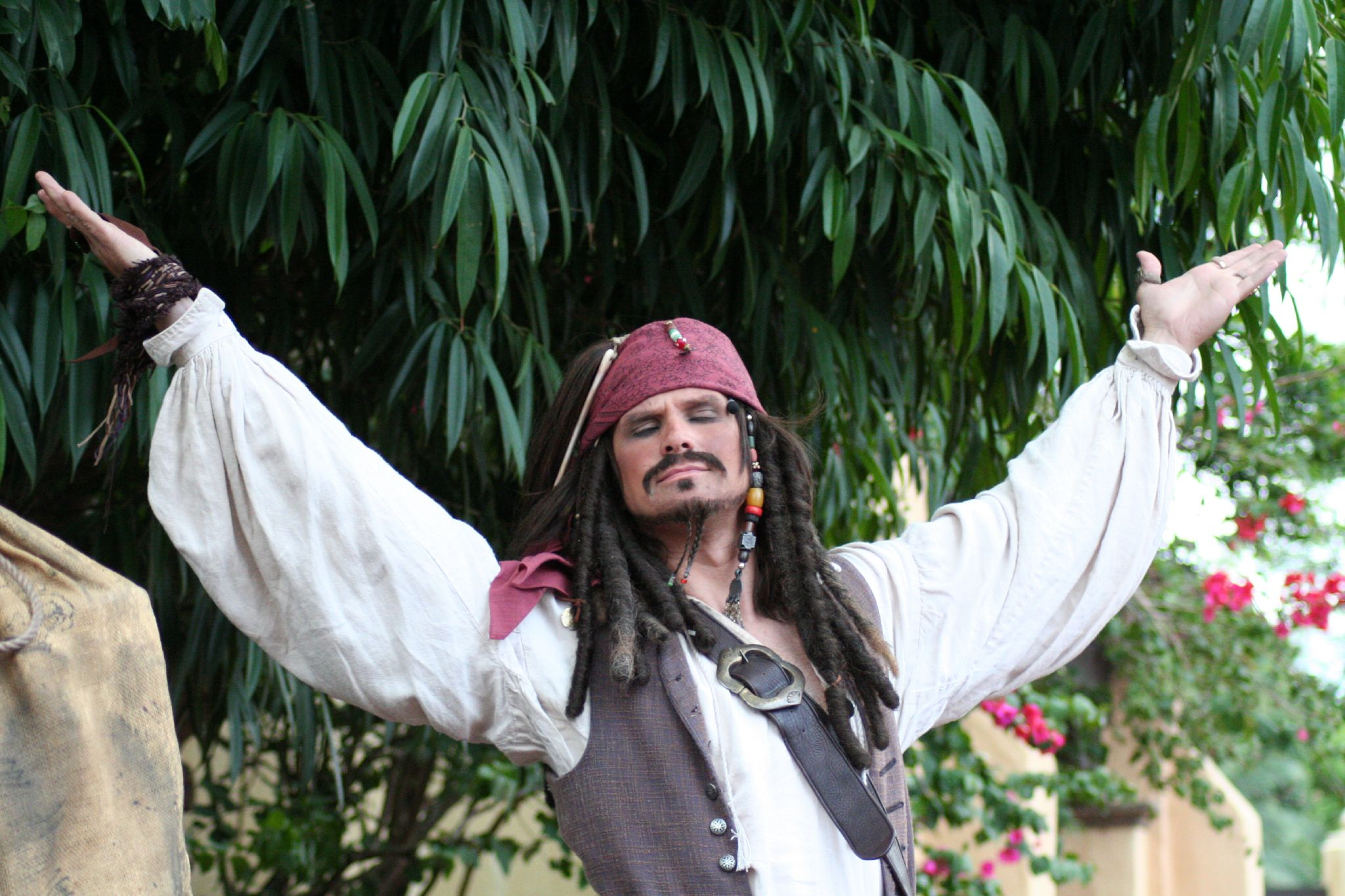
Imitador de Jack Sparrow a l'estrena de Pirates of the Caribbean: Dead Man's Chest.

Després d'haver fet desaparèixer la maledicció de la Perla Negra una amenaça encara més aterridora s'atansa sobre el seu capità i la seva tripulació: Jack Sparrow (Johnny Depp) té un deute de sang amb el llegendari Davy Jones, l'amo de les profunditats de l'oceà i capità del fantasmagòric Holandès errant, a qui cap altre vaixell pot igualar en velocitat i botí capturat. A menys que l'astut Jack trobi la forma de saldar aquest pacte amb el dimoni estarà condemnat per l'eternitat a una vida més enllà de la mort al servei de Jones. Aquest esdeveniment interromp els plans matrimonials entre Will Turner (Orlando Bloom) i Elizabeth Swann (Keira Knightley), que, un cop més, es veuen arrossegats per les desventures de Jack i que s'enfrontaran a monstres marins, tribus salvatges, a l'extravagant endevinadora Tia Dalma i àdhuc a l'aparició del pare de Will, desaparegut feia molt de temps, anomenat Bill Turner. Per si no n'hi hagués prou, el despietat caçador de pirates, Lord Cutler Beckett de l'East India Trading Company (Companyia de les índies de l'est) vol recuperar el llegendari Cofre de la Mort -on està guardat el cor bategant de Davy Jones i únic mode de trobar-lo i fins i tot assassinar-lo. Segons la llegenda, qui posseeixi el cofre podrà controlar Davy Jones, per això Beckett té la intenció d'utilitzar aquest poder per destruir per sempre fins a l'últim dels pirates del Carib. Quan Davy Jones envia el Kraken perquè devori Sparrow (el Kraken és un monstre i gegantesc cefalòpode que Jones té sota el seu control), la tripulació (entre la que s'hi troba James Norrington, comodor la carrera militar del qual ha estat arruïnada per l'astut capità Sparrow) es veu obligada a fugir-ne després de la derrota i Elizabeth emmanilla Jack al vaixell perquè el Kraken només el vol a ell. Sparrow desapareix mentre el Kraken destrueix el navili. Poc després, Norrington li entrega el cor de Davy Jones a Beckett. El destí dels pirates així com de llur llibertat, corre perill: s'apropa la batalla final.

## Repartiment
- Johnny Depp: Jack Sparrow
- Orlando Bloom: Will Turner
- Keira Knightley: Elizabeth Swann
- Jack Davenport: Norrington
- Stellan Skarsgård: Bootstrap Bill
- Bill Nighy: Davy Jones
- Jonathan Pryce: Governador Weatherby Swann
- Lee Arenberg: Pintel
- Mackenzie Crook: Ragetti
- Kevin McNally: Gibbs
- David Bailie: Cotton
- Tom Hollander: Cutler Beckett
- Naomie Harris: Tia Dalma
- Martin Klebba: Marty
- David Schofield: Mercer
- Alex Norton: Capità Bellamy

## Premis i nominacions
Aquesta pel·lícula va optar a diversos premis, d'entre els quals destaquen:

### Premis
- Oscar als millors efectes visuals per a John Knoll, Hal T. Hickel, Charles Gibson i Allen Hall
- BAFTA als millors efectes visuals per John Knoll, Hal T. Hickel, Charles Gibson i Allen Hall
- Premis Saturn als millors efectes visuals per a John Knoll, Hal T. Hickel, Charles Gibson i Allen Hall

### Nominacions
- Oscars:
  - Millor direcció artística per a Rick Heinrichs (disseny de producció) i Cheryl Carasik (decorats)
  - Millor edició de so per a Christopher Boyes i George Watters II
  - Millor mescla de so per a Paul Massey, Christopher Boyes i Lee Orloff
- Globus d'Or al millor actor musical o còmic per a Johnny Depp
- BAFTAs:
  - Millor vestuari per a Penny Rose
  - Millor maquillatge i perruqueria per a Ve Neill i Martin Samuel
  - Millor disseny de producció per a Rick Heinrichs i Cheryl Carasik
  - Millor so per a Christopher Boyes, George Watters II, Paul Massey i Lee Orloff
- Premis Saturn:
  - Millor pel·lícula fantàstica
  - Millor vestuari per a Penny Rose
  - Millor muntatge per a Ve Neill i Joel Harlow
  - Millor actor de repartiment per a Bill Nighy
- Grammy al millor àlbum de banda sonora per a una pel·lícula, televisió o altres medis visuals per a Hans Zimmer